# Régis Valette
Pour les articles homonymes, voir Valette.
Jean-Paul Marie Alexis, né le 25 janvier 1927 dans le 15e arrondissement de Paris et mort le 11 février 2015 à Courbevoie, est un diplomate et auteur, sous le pseudonyme Régis Valette, d'un ouvrage intitulé Catalogue de la noblesse française, plusieurs fois réédité, dit « le Valette », qui recense selon ses critères les familles françaises subsistantes d'ascendance noble. Beaucoup sont membres de l’Association d'entraide de la noblesse française (ANF).

## Biographie
Fils de Paul Alexis, Directeur hors-classe de la Banque de France, et de Colette Deloche, diplômé de l'École nationale de la France d'outre-mer, il devient administrateur de la France d'outre-mer. Il est également licencié en droit et diplômé en histoire. Son arrière-grand-oncle est Maximin Deloche, Historien et Membre de l'Institut.
Sa véritable identité est longtemps restée une énigme. On a supposé que c'était un membre de l'ANF (Association d'entraide de la noblesse française), et c'est seulement lorsqu'il est parvenu à l'âge de la retraite que Régis Valette a dévoilé son véritable nom. Il était cependant lié à la noblesse par son épouse, Charlotte Costa de Beauregard, dont la famille a adhéré à l'ANF en 1935.
Sous son véritable nom, Jean-Paul Alexis (alias Régis Valette) exerce du 1er juillet 1960 au 1er février 1965 les fonctions d'agent auprès du sous-directeur chargé du protocole à l'Élysée sous le général de Gaulle.
C'est aussi sous la présidence du général de Gaulle que l'ANF est reconnue d'utilité publique (par décret du 29 juillet 1967 : Journal officiel du 3 août).
Ami de Philippe du Puy de Clinchamps, il contribue régulièrement à la revue L'Intermédiaire des chercheurs et curieux (ICC) à titre d'ophélète.
Après avoir servi en Afrique, à la Présidence de la République sous de Gaulle (de 1960 à 1965) et en Suède, il dirige pendant dix ans la documentation du Quai d'Orsay et ses publications. Il termine sa carrière comme ministre plénipotentiaire et prend sa retraite à compter du 1er décembre 1991.

## Catalogue de la noblesse française
L'œuvre majeure de Régis Valette est son Catalogue de la noblesse française, plusieurs fois réédité jusqu'en 2007, visant à recenser la totalité des familles subsistantes de la noblesse française à la date d'édition, auxquelles s'ajoutent quelques centaines de familles éteintes depuis la première édition de l'ouvrage, parue en 1959.
Cet ouvrage était considéré en 2007 par les spécialistes comme une des meilleures références dans son domaine. En 2007, Didier Lancien et Monique de Saint-Martin indiquaient que le Catalogue de la noblesse française était le dictionnaire faisant souvent référence dans le domaine. Inévitablement, des omissions, approximations ou erreurs ont cependant été repérées sur des extinctions, des provinces, des dates ou encore des principes de noblesse, et corrigées ou non au fur et à mesure des rééditions.

### Éditions successives
La première édition plus ou moins complète et largement diffusée est la troisième, parue en 1989. Les deux éditions suivantes ont comblé quelques omissions et reconnu l'extinction de familles supplémentaires :
- Catalogue de la noblesse française contemporaine, collection « Les Cahiers nobles », no 18, broché, 1959, 72 p.
- Catalogue de la noblesse française contemporaine, Éditions Robert Laffont, Paris, 1977, 140 p.
- Catalogue de la noblesse française, augmenté du Catalogue provincial sous Louis XVI et au XIXe siècle, Éditions Robert Lafont, Paris, 1989, 409 p.  (ISBN 2-221-05925-5)
- Catalogue de la noblesse française au XXIe siècle, Éditions Robert Laffont, Paris, 2002, 410 p., 24 cm  (ISBN 2-221-09701-7)
- Catalogue de la noblesse française, Éditions Robert Laffont, Paris, 2007, 414 p.  (ISBN 978-2-221-10875-8)

### Contenu
En sus des mentions habituelles (armoiries, date d'extraction, principe de noblesse, province d'origine), le Valette comporte une indication démographique exclusive : le nombre de porteurs masculins vivants de chaque famille, fort variable d'une famille à l'autre (de 1 à plus de 100 pour les Guillebon, d'Aboville, Roquefeuil, Montgolfier, etc.).
Le Valette indique aussi les familles admises aux honneurs de la Cour, distinction nobiliaire prestigieuse du XVIIIe siècle, dont le but était d'honorer les familles les plus anciennes, ou des familles ayant atteint une position avantageuse dans le Royaume.
Il est complété par un Catalogue provincial, qui dresse la liste des familles de la noblesse française sous Louis XVI, établi à partir de celles qui ont été convoquées aux assemblées primaires des États généraux de 1789, ainsi que celles ayant accédé à la noblesse au XIXe siècle.
Il s'agit principalement d'un travail de compilation éclairée (avec des sources diverses : dossiers ANF, Chaix d'Est-Ange, Jougla de Morenas, Dugast-Rouillé, etc.), et seulement en partie de recherche personnalisée sur chaque famille citée. Régis Valette est le premier auteur à avoir livré des dates de filiation suivie précises sur chaque famille dite de noblesse d'extraction, dates qui ont été ensuite souvent reprises par d'autres auteurs.

### Plan de l'ouvrage
Le Valette comprend plusieurs parties :
- Une introduction sur les méthodes et les sources utilisées
- Une première partie appelée Catalogue général de la Noblesse contemporaine, qui est un dictionnaire alphabétique des familles nobles françaises subsistantes. Chaque entrée comprend le patronyme actuel, l'ancien patronyme le cas échéant, les armoiries, le principe et la date de la noblesse, la province d'origine, le nombre de membres masculins subsistants. Elle est suivie par :
  - une récapitulation statistique
  - une liste des maisons ducales subsistantes
  - une statistique des familles admises à l'ANF, avec les dates
  - une liste des familles admises à l'ANF et éteintes depuis
- Une deuxième partie appelée Catalogue provincial de Louis XVI au XXIe siècle comprenant :
  - une introduction expliquant la méthode de classement et les sources utilisées
  - un tableau de correspondance entre les départements et les 50 unités provinciales
  - la liste organisée en cinquante chapitres correspondant aux cinquante unités provinciales. Chaque chapitre comprend une liste de noms de familles nobles à la fin du règne de Louis XVI, qu'elles soient subsistantes ou non, une liste des familles anoblies au XIXe siècle, puis une liste des familles nobles subsistantes au moment de l'édition de l'ouvrage.
- une table des noms de terres permettant de retrouver le premier patronyme dans les listes alphabétiques
- un index général des noms de familles

## Autres œuvres
- Jean-Paul Alexis, Au protocole du général de Gaulle : Souvenirs insolites de l'Elysée, Perrin, 1999
- Qui est qui en France, Volumes 44 à 45 p. 105